# Lāčplēsis (stacja kolejowa)
Lāčplēsis (ros. Лачплесис) – stacja kolejowa w miejscowości Lāčplēsis, w gminie Ogre, na Łotwie. Położona jest na linii Jełgawa - Krustpils.

## Bibliografia

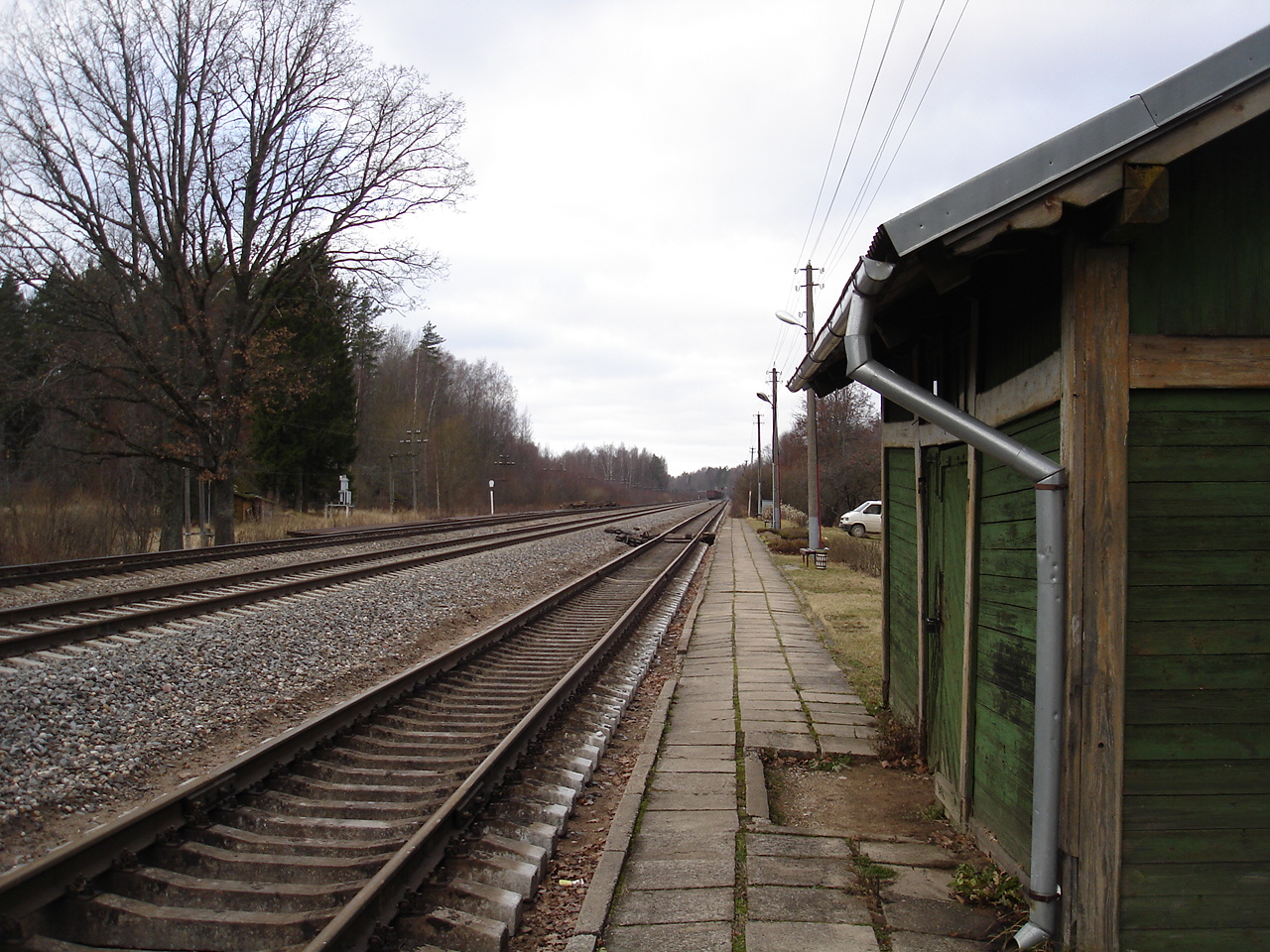
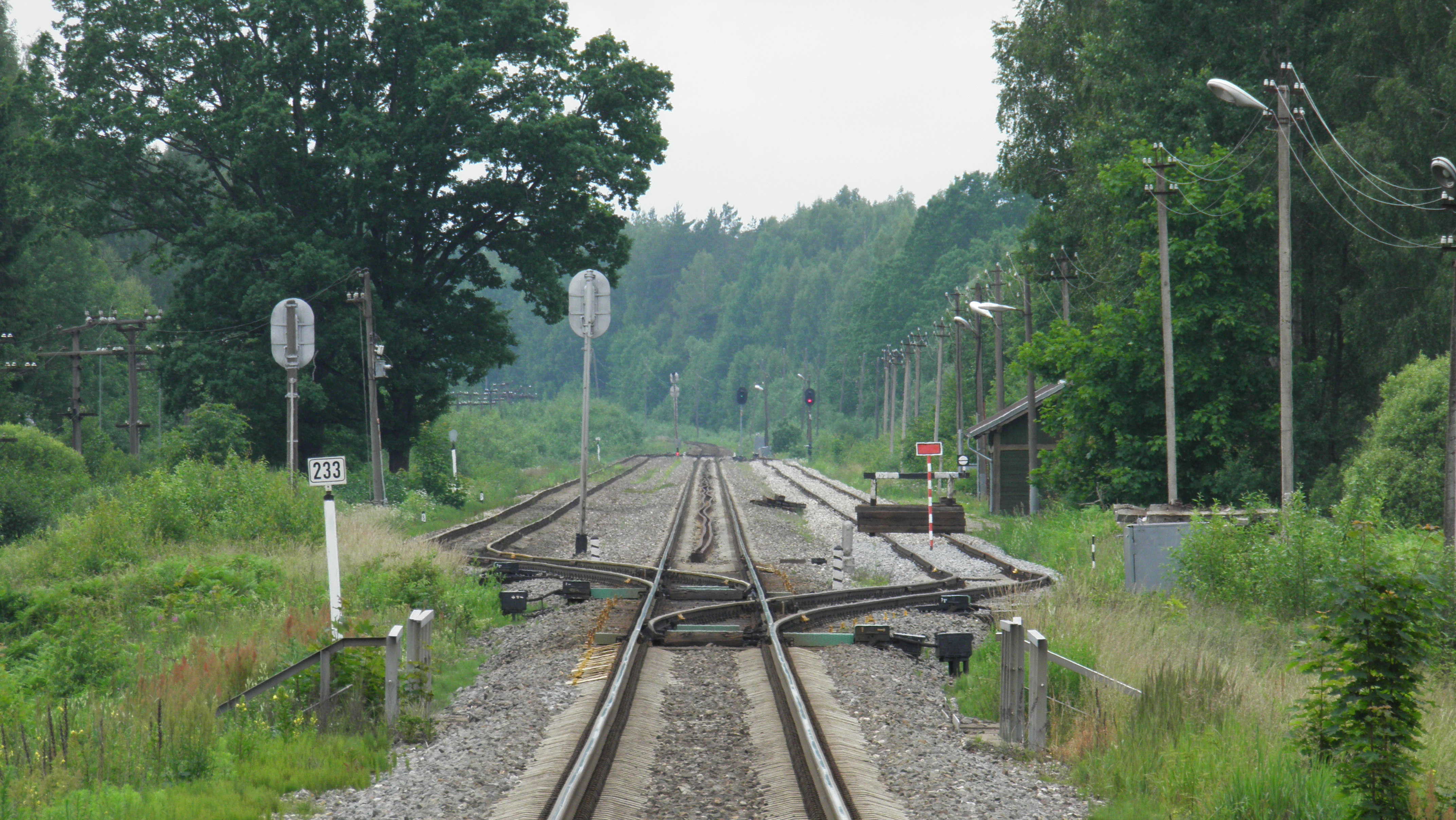